# Шарлес (футболист, 1985)
Ша́рлис Ферна́нду Бази́лиу да Си́лва (порт.-браз. Charles Fernando Basílio da Silva; 14 февраля 1985, Рио-де-Жанейро), в России известен как Шарле́с — бразильский футболист, полузащитник.

## Карьера
Шарлес перешёл в российский клуб из «Крузейро» за 5 миллионов евро, подписав контракт до 2012 года. 70% этой суммы выплачены клубу из Белу-Оризонти сразу, остальные 30% были выплачены позже.
При Рахимове бразилец прочно обосновался на скамейке запасных, и только с приходом Маминова стал получать игровую практику. Продолжил доверять ему и Семин. Однако, полностью раскрыть свой потенциал и закрепится в основе в сезоне 2010 бразильцу помешали частые травмы
25 января 2012 года Шарлес выкупил свой трансфер у «Локомотива» и на правах свободного агента покинул клуб. В 2013 году выступал в Серии B за «Палмейрас», с которым завоевал победу и право на возвращение в Серию A. Однако по окончании сезона остался без команды. В настоящий момент имеет статус свободного агента.

## Статистика
| Клуб      | Сезон | Лига | Лига | Кубки | Кубки | Межд.кубки | Межд.кубки | Итого | Итого |
| Клуб      | Сезон | Игры | Голы | Игры  | Голы  | Игры       | Голы       | Игры  | Голы  |
| --------- | ----- | ---- | ---- | ----- | ----- | ---------- | ---------- | ----- | ----- |
| Локомотив | 2008  | 3    | 0    | 0     | 0     | 0          | 0          | 3     | 0     |
| Локомотив | 2009  | 15   | 0    | 2     | 0     | 0          | 0          | 17    | 0     |
| Локомотив | 2010  | 4    | 0    | 0     | 0     | 0          | 0          | 4     | 0     |
| Локомотив | Итого | 22   | 0    | 2     | 0     | 0          | 0          | 24    | 0     |
| Сантос    | 2011  | 3    | 0    | 0     | 0     | 0          | 0          | 3     | 0     |
| Сантос    | Итого | 3    | 0    | 0     | 0     | 0          | 0          | 3     | 0     |

## Имя футболиста
Из-за латинского написания имени «Charles» в СМИ, в клубе и в РФПЛ вначале было распространено неправильное (фактически — полу-английское) написание имени футболиста — «Чарлес», что не могло быть принято в качестве транскрипции, поскольку в португальском языке сочетание букв ch произносится как русское [ш] (кроме случаев со словами греческого происхождения). См. Португальско-русская практическая транскрипция.

## Достижения
- Чемпион Бразилии в Серии B (1): 2013
- Чемпион штата Сан-Паулу (1): 2011
- Чемпион штата Минас-Жерайс (2): 2005, 2008
- Победитель Кубка Либертадорес: 2011